# 石橋記念公園
石橋記念公園（いしばしきねんこうえん）は、鹿児島県鹿児島市浜町にある都市公園。江戸時代後期、島津重豪の命により市内を流れる甲突川（こうつきがわ）にかけられた5つの石橋のうち3つを移設した公園とその博物館から成り立っている。

## 沿革
1993年（平成5年）8月6日、鹿児島県集中豪雨（8・6水害）による洪水のため、島津重豪の命で作られ現存していた玉江橋（たまえばし）、新上橋（しんかんばし）、西田橋（にしだばし）、高麗橋（こうらいばし）、武之橋（たけのはし）の「五石橋」と呼ばれる石橋群の内、「武之橋」と「新上橋」が流失し、他の三橋も甚大な被害を受けた。
この後、橋を洪水のない場所に移築するか、原状回復するかで大問題となったが、結局、残った三橋は別の場所に移築することとなり、2000年（平成12年）4月25日に石橋記念公園として開園した。橋の移築問題は交通・河川整備と史跡保護の兼ね合いの難しさを証明する出来事となった。

## 概要
公園は稲荷川の河口、国道10号鹿児島北バイパスに面したところにあり、かつて島津斉彬の命により築かれた「祇園之洲砲台」を利用して造られている。
記念館に一番近い場所にあるのが「西田橋」で、鹿児島城に最も近い場所にかけられ、参勤交代で藩主が利用する橋だったため5橋の中で最も費用を要した橋と言われている。西田橋を渡り、稲荷川にかかった普通のコンクリート橋を渡って見えてくるのが「高麗橋」で、後に多くの倒幕志士を輩出した下級藩士が多く住んでいた加治屋町と高麗町を結んでいた橋であった。一番海岸側に移築されているのが、実際には一番山側に架けられていた「玉江橋」で、残った3橋の中で最も建築当時の姿を残していると言われる。
また、高麗橋の袂には、五石橋を造った肥後の名石工・岩永三五郎の像が建立されている。また、2008年の大河ドラマ「篤姫」のロケ地としても知られている。

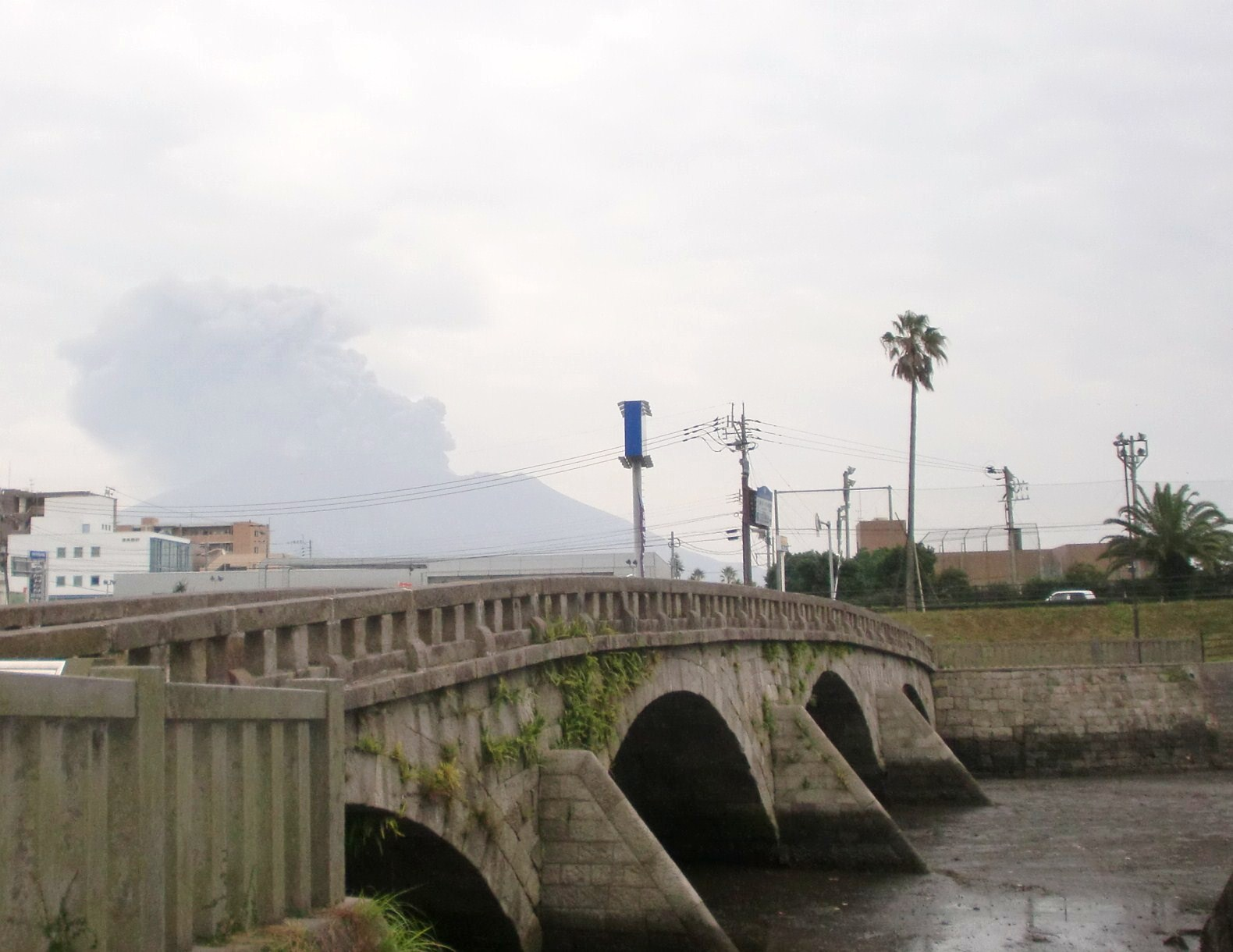
玉江橋
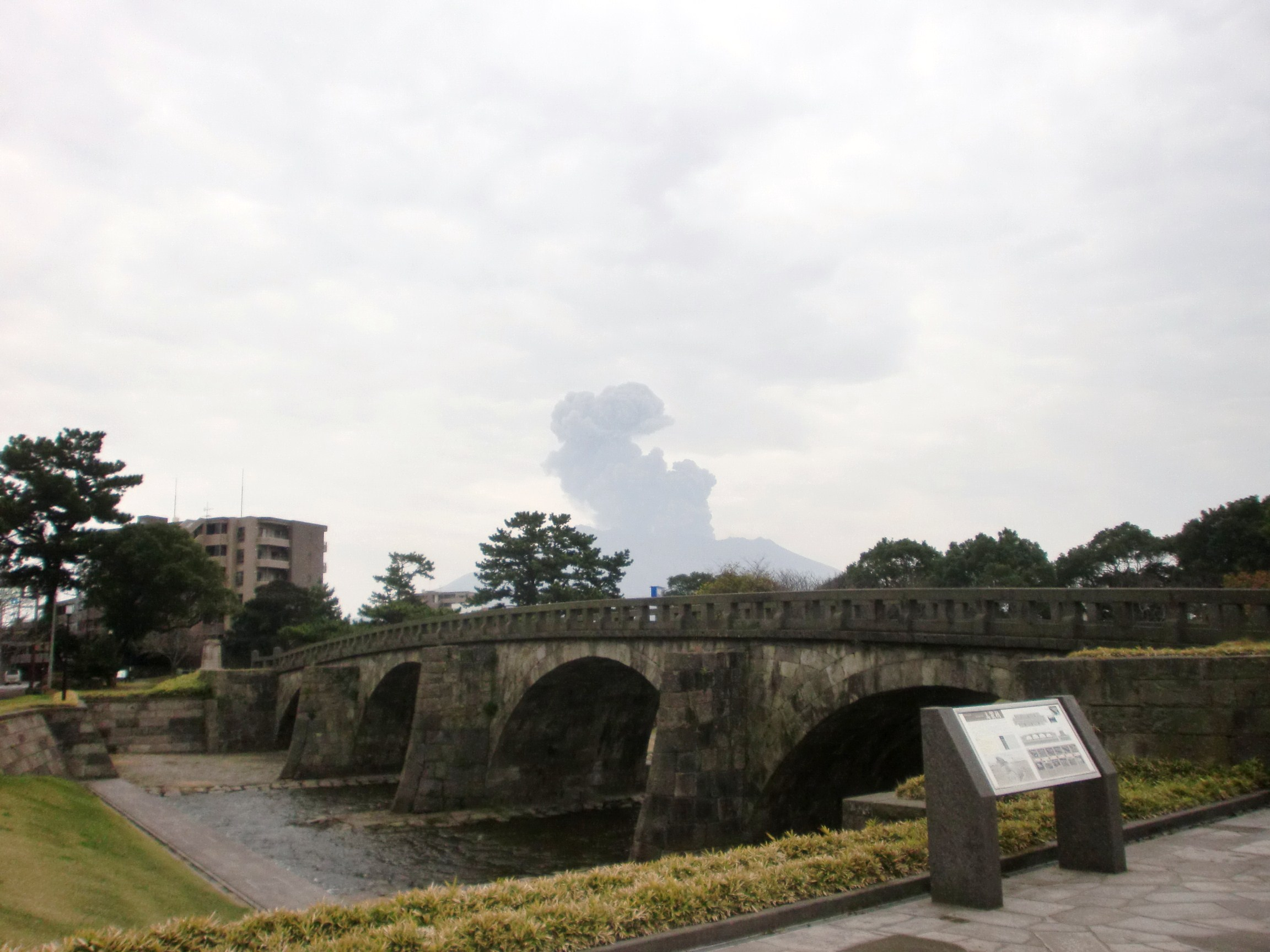
高麗橋
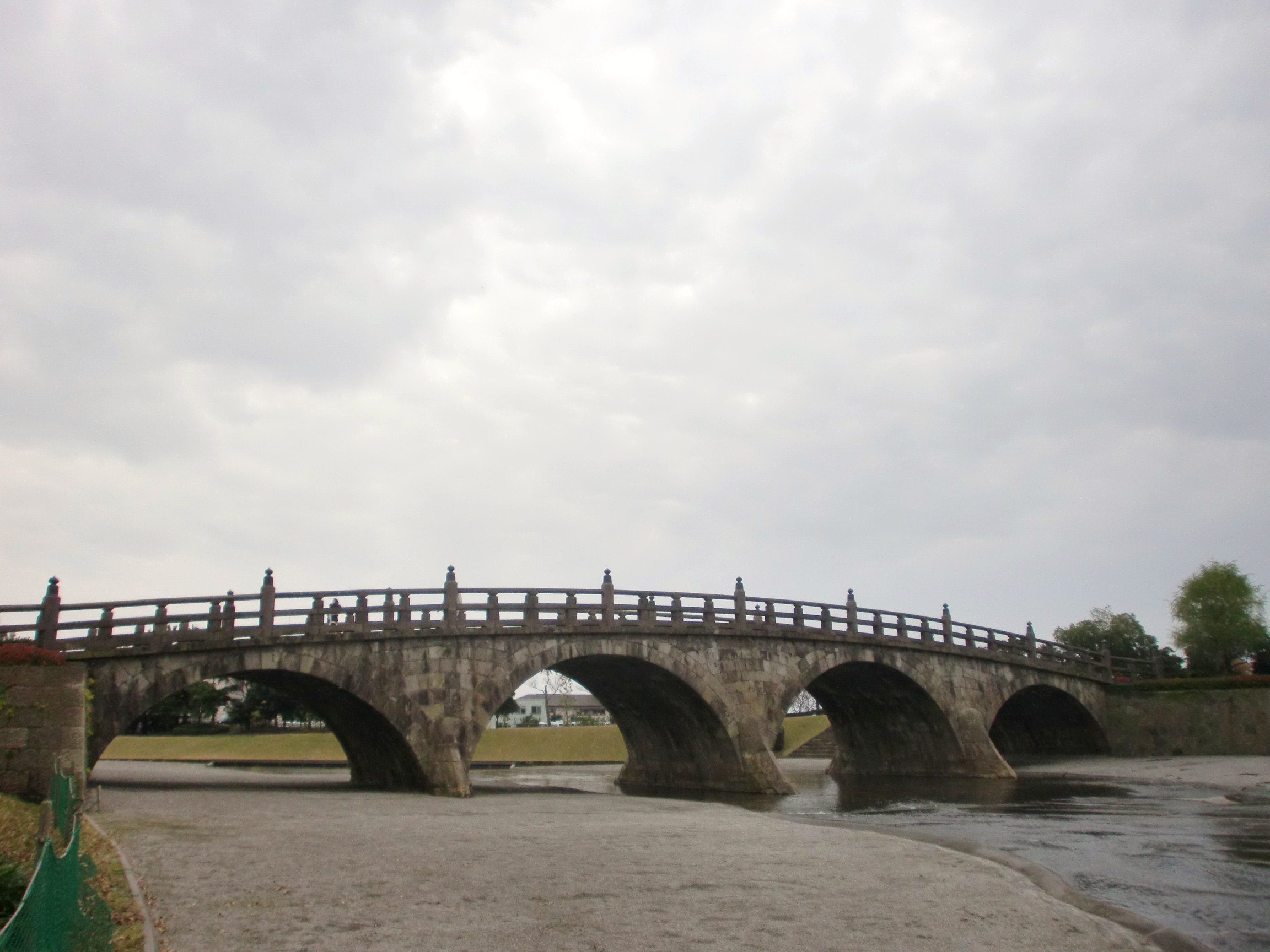
西田橋

## 参考書籍
- 『鹿児島県の歴史散歩』鹿児島県高等学校歴史部会 ISBN 4634246465